# London Brew (альбом)
London Brew — дебютний альбом однойменного проєкту, що складається з десятка британських джазових музикантів, серед яких Нубія Ґарсія, ведучий BBC Radio 1 Бенджі Бі та кілька учасників з гуртів Sons of Kemet і The Invisible. Альбом вийшов 31 березня 2023 року.

## Передумови та запис
Продюсер і гітарист Мартін Терефе та виконавчий продюсер Брюс Лампков зібрали гурт для серії концертів у великих містах Європи, починаючи з концерту в Барбікан-центрі на честь 50-річчя альбому Майлза Девіса Bitches Brew, який був скасований через пандемію COVID-19.
Замість концерту гурт зібрався у Church Studios на півночі Лондона у грудні 2020 року, через п'ять днів після закінчення другого локдауну у Великобританії через COVID-19, щоб записати альбом — імпровізований сет, натхненний Bitches Brew. Запис тривав три дні. Процес розпочався з пре-продакшну Терефе і Дейва Окуму з The Invisible, який описав його як «бачення Терефе, яке ґрунтується на натхненні та святкуванні, а не на сумлінному відтворенні».
Терефе, у якого залишилося понад 12 годин матеріалу з сесій, сказав, що зводив їх «як неджазовий запис» без «жодного редагування, за винятком рішення, де почати і де закінчити пісню», — рішення, яке він вважав «найменш традиційним для себе». Терефе назвав результат «новим музичним твором, який відображає мислення Майлза в той час і наші емоції від пережитої пандемії», і сказав, що «назва альбому Inspired by Bitches Brew ближче всього підходить до його пояснення».

## Реліз
Альбом був анонсований 19 січня 2023 року разом з випуском синглу «Miles Chases New Voodoo in the Church», інтерпретацією пісні Девіса «Miles Runs the Voodoo Down», натхненної Джимі Гендріксом, і був випущений лейблом Concord Jazz 31 березня. Другий сингл, «Raven Flies Low», був випущений 9 березня. Кажуть, що він поєднує «жорсткі фанкові аспекти в ритмі з чудовими мелодіями, створеними з навантаженої ефектами скрипки Рейвена Буша». Терефе сказав, що при зведенні треку він «зосередився на безперервному потоці скрипкових мелодій Рейвена та оркестровці електронних педалей. Його міні-композиції так блискуче пройшли поза увагою, а ця вразила мене. Я вибрав назву, надихнувшись треком „John McLaughlin“ з альбому Bitches Brew. Просто знімаю капелюха перед маестро за роботою».

## Відгуки
London Brew отримав позитивні відгуки від критиків, зазначених на агрегаторі рецензій Metacritic. Його середньозважена оцінка 84 бали зі 100 на основі 6 рецензій.

## Трек-лист
| London Brew track listing | London Brew track listing               | London Brew track listing |
| #                         | Назва                                   | Тривалість                |
| ------------------------- | --------------------------------------- | ------------------------- |
| 1.                        | «London Brew»                           | 23:34                     |
| 2.                        | «London Brew Pt.2 – Trainlines»         | 15:47                     |
| 3.                        | «Miles Chases New Voodoo in the Church» | 7:27                      |
| 4.                        | «Nu Sha Ni Sha Nu Oss Ra»               | 8:54                      |
| 5.                        | «It's One of These»                     | 6:54                      |
| 6.                        | «Bassics»                               | 2:50                      |
| 7.                        | «Mor Ning Prayers»                      | 9:52                      |
| 8.                        | «Raven Flies Low»                       | 12:57                     |
| 88:15                     |                                         |                           |

## Персоналії
- Мартін Терефе — продюсування, інженер зведення, гітара
- Брюс Лампков — виконавчий продюсер
- Діліп Гарріс — інженер звукозапису
- Нубія Ґарсія — саксофон, флейта
- Шабака Хатчінгс — саксофон, дерев'яні духові музичні інструменти
- Том Скіннер — барабани, перкусія
- Бенджі Бі — деки, звукова обробка
- Теон Кросс — туба
- Равен Буш — скрипка, електроніка
- Том Герберт — бас-гітара, контрабас
- Ніколай Торп Ларсен — синтезатори, мелодика
- Нік Рамм — піаніно, синтезатори
- Ден Сі — барабани, перкусія
- Дейв Окуму — гітара
- Глен Скотт
- Люсінда Чао